# Rebecca Lancefield
Rebecca Craighill Lancefield (5. siječnja 1895. – 3. ožujka 1981.) 
bila je ugledna američka mikrobiologinja, najpoznatija je po svojoj klasifikaciji bakterija roda Streptococcus.
Njena klasifikacija se osniva na antigenim osobinama ugljikohidrata stanične stijenke. 

## Klasifikacija
- Grupa A - Streptococcus pyogenes
- Grupa B - Streptococcus agalactiae
- Grupa C - Streptococcus equisimilis, Streptococcus equi, Streptococcus zooepidemicus, Streptococcus dysgalactiae
- Grupa D - Enterococci, Streptococcus bovis
- Grupa E - Streptococcus milleri i mutans
- Grupa F -
- Grupa G - Streptococcus canis, Streptococcus dysgalactiae
- Grupa L - Streptococcus dysgalactiae
- Grupa R&S - Streptococcus suis
- ostale vrste roda Streptococcus klasificiraju se kao ne-Lancefield Streptococci